# Mason Holgate
Mason Anthony Holgate (Doncaster, 22 ottobre 1996) è un calciatore giamaicano con cittadinanza britannica, difensore del Al-Gharafa.

## Caratteristiche tecniche
Può essere impiegato come terzino destro o difensore centrale.

## Carriera

### Club
Nell'annata 2014-2015 debutta tra i professionisti con la maglia del Barnsley, collezionando 20 match e 1 gol in Football League One, la terza serie del calcio inglese.
Nell'estate 2015 passa all'Everton. Dopo una stagione nelle giovanili, trova l'esordio in Premier League il 13 agosto 2016, nel pareggio per 1-1 contro il Tottenham alla prima giornata di campionato.
Nel gennaio 2019 passa in prestito al West Bromwich, club militante nella Championship. Realizza la prima rete con la nuova maglia mercoledì 13 marzo 2019 nel match casalingo vinto 3-0 contro lo Swansea City, segnando la seconda marcatura dell’incontro.

### Nazionale
Ha giocato nella nazionale inglese Under-20.
Viene convocato per gli Europei Under-21 2017 in Polonia.
Successivamente decide di rappresentare la Giamaica, nazionale delle sue origini, con cui ha esordito l'11 ottobre 2024 nella sfida vinta in trasferta in Nations League contro il Nicaragua.

## Statistiche

### Presenze e reti nei club
Statistiche aggiornate al 23 marzo 2020.
| Stagione             | Squadra              | Campionato           | Campionato | Campionato | Coppe nazionali | Coppe nazionali | Coppe nazionali | Coppe continentali | Coppe continentali | Coppe continentali | Altre coppe | Altre coppe | Altre coppe | Totale | Totale |
| Stagione             | Squadra              | Comp                 | Pres       | Reti       | Comp            | Pres            | Reti            | Comp               | Pres               | Reti               | Comp        | Pres        | Reti        | Pres   | Reti   |
| -------------------- | -------------------- | -------------------- | ---------- | ---------- | --------------- | --------------- | --------------- | ------------------ | ------------------ | ------------------ | ----------- | ----------- | ----------- | ------ | ------ |
| 2014-2015            | Barnsley             | FL1                  | 20         | 1          | FACup+CdL       | 2+0             | 0+0             | -                  | -                  | -                  | -           | -           | -           | 22     | 1      |
| 2015-2016            | Everton              | PL                   | 0          | 0          | FACup+CdL       | 0+0             | 0+0             | -                  | -                  | -                  | -           | -           | -           | 0      | 0      |
| 2016-2017            | Everton              | PL                   | 18         | 0          | FACup+CdL       | 1+2             | 0+0             | -                  | -                  | -                  | -           | -           | -           | 21     | 0      |
| 2017-2018            | Everton              | PL                   | 15         | 0          | FACup+CdL       | 1+1             | 0+0             | UEL                | 4                  | 0                  | -           | -           | -           | 21     | 0      |
| 2018-gen. 2019       | Everton              | PL                   | 5          | 0          | FACup+CdL       | 0+1             | 0+0             | -                  | -                  | -                  | -           | -           | -           | 6      | 0      |
| gen.-giu. 2019       | West Bromwich        | FLC                  | 19+2       | 1          | FACup+CdL       | 2+0             | 0+0             | -                  | -                  | -                  | -           | -           | -           | 23     | 1      |
| 2019-2020            | Everton              | PL                   | 27         | 0          | FACup+CdL       | 1+4             | 0+1             | -                  | -                  | -                  | -           | -           | -           | 32     | 1      |
| 2020-2021            | Everton              | PL                   | 28         | 1          | FACup+CdL       | 3+0             | 0+0             | -                  | -                  | -                  | -           | -           | -           | 31     | 1      |
| 2021-2022            | Everton              | PL                   | 25         | 2          | FACup+CdL       | 2+2             | 1+0             | -                  | -                  | -                  | -           | -           | -           | 29     | 3      |
| 2022-2023            | Everton              | PL                   | 8          | 0          | FACup+CdL       | 0+1             | 0+0             | -                  | -                  | -                  | -           | -           | -           | 9      | 0      |
| 2023-gen. 2024       | Southampton          | FLC                  | 5          | 0          | FACup+CdL       | 2+0             | 0+0             | -                  | -                  | -                  | -           | -           | -           | 7      | 0      |
| gen.-giu. 2024       | Sheffield Utd        | PL                   | 10         | 0          | FACup+CdL       | -               | -               | -                  | -                  | -                  | -           | -           | -           | 10     | 0      |
| ago. 2024            | Everton              | PL                   | 1          | 0          | FACup+CdL       | 0+0             | 0+0             | -                  | -                  | -                  | -           | -           | -           | 1      | 0      |
| Totale Everton       | Totale Everton       | Totale Everton       | 127        | 3          |                 | 19              | 2               |                    | 4                  | 0                  |             | -           | -           | 150    | 5      |
| 2024-2025            | West Bromwich        | FLC                  | 7          | 1          | FACup+CdL       | -               | -               | -                  | -                  | -                  | -           | -           | -           | 7      | 1      |
| Totale West Bromwich | Totale West Bromwich | Totale West Bromwich | 26+2       | 2          |                 | 2               | 0               |                    | -                  | -                  |             | -           | -           | 30     | 2      |
| Totale carriera      | Totale carriera      | Totale carriera      | 188+2      | 6          |                 | 25              | 2               |                    | 4                  | 0                  |             | -           | -           | 219    | 8      |

### Cronologia presenze e reti in nazionale
| Cronologia completa delle presenze e delle reti in nazionale ― Giamaica | Cronologia completa delle presenze e delle reti in nazionale ― Giamaica | Cronologia completa delle presenze e delle reti in nazionale ― Giamaica | Cronologia completa delle presenze e delle reti in nazionale ― Giamaica | Cronologia completa delle presenze e delle reti in nazionale ― Giamaica | Cronologia completa delle presenze e delle reti in nazionale ― Giamaica | Cronologia completa delle presenze e delle reti in nazionale ― Giamaica | Cronologia completa delle presenze e delle reti in nazionale ― Giamaica |
| Data                                                                    | Città                                                                   | In casa                                                                 | Risultato                                                               | Ospiti                                                                  | Competizione                                                            | Reti                                                                    | Note                                                                    |
| ----------------------------------------------------------------------- | ----------------------------------------------------------------------- | ----------------------------------------------------------------------- | ----------------------------------------------------------------------- | ----------------------------------------------------------------------- | ----------------------------------------------------------------------- | ----------------------------------------------------------------------- | ----------------------------------------------------------------------- |
| 11-10-2024                                                              | Managua                                                                 | Nicaragua                                                               | 0 – 2                                                                   | Giamaica                                                                | CONCACAF Nations League 2024-2025 - 1º turno                            | -                                                                       | 75’                                                                     |
| 15-10-2024                                                              | Kingston                                                                | Giamaica                                                                | 0 – 0                                                                   | Honduras                                                                | CONCACAF Nations League 2024-2025 - 1º turno                            | -                                                                       |                                                                         |
| 15-11-2024                                                              | Kingston                                                                | Giamaica                                                                | 0 – 1                                                                   | Stati Uniti                                                             | CONCACAF Nations League 2024-2025 - Quarti di finale                    | -                                                                       | 76’, 86’                                                                |
| 27-5-2025                                                               | Londra                                                                  | Giamaica                                                                | 3 – 2                                                                   | Trinidad e Tobago                                                       | Amichevole                                                              | -                                                                       | 28’                                                                     |
| 31-5-2025                                                               | Brentford                                                               | Giamaica                                                                | 2 – 2 (4 – 5 dtr)                                                       | Nigeria                                                                 | Amichevole                                                              | -                                                                       | 90+2’                                                                   |
| 7-6-2025                                                                | Road Town                                                               | Isole Vergini Britanniche                                               | 0 – 1                                                                   | Giamaica                                                                | Qual. Mondiali 2026                                                     | -                                                                       |                                                                         |
| 10-6-2025                                                               | Kingston                                                                | Giamaica                                                                | 3 – 0                                                                   | Guatemala                                                               | Qual. Mondiali 2026                                                     | -                                                                       | 41’                                                                     |
| Totale                                                                  |                                                                         | Presenze                                                                | 7                                                                       |                                                                         | Reti                                                                    | 0                                                                       |                                                                         |